# Élections sénatoriales de 2023 en Nouvelle-Calédonie
Les élections sénatoriales de 2023 en Nouvelle-Calédonie sont des élections se déroulant, sous la Cinquième République, dans le cadre des élections sénatoriales françaises de 2023, dans la Collectivité sui generis de Nouvelle-Calédonie, le dimanche 24 septembre 2023.
Elles ont pour but d'élire les sénateurs représentant la collectivité au Sénat pour un mandat de six années. Le scrutin majoritaire uninominal à deux tours s'applique dans les circonscriptions élisant un ou deux sénateurs. Pour être élu au premier tour, il faut obtenir la majorité absolue des suffrages exprimés et un nombre de voix égal au quart des électeurs inscrits. À défaut, un second tour est organisé, où la majorité relative suffit. En cas d'égalité des suffrages, le plus âgé des candidats est élu.

## Contexte de la collectivité
Lors des élections sénatoriales de 2017 en Nouvelle-Calédonie, deux sénateurs sont élus : Pierre Frogier (R-LR), sénateur sortant, et Gérard Poadja (CE), conseiller au congrès.
Le contexte ici est particulier puisque trois référendums successifs se sont tenus sur l'indépendance avec les scrutins de 2018, 2020 et 2021. Tous les effectifs du collège électoral des grands électeurs ont été renouvelés, avec les élections provinciales néo-calédoniennes de 2019, élections municipales françaises de 2020, et enfin les élections législatives françaises de 2022.
La liste des grands électeurs a été fixée le 16 juin 2023 et contient 540 personnes :
- 4 députés et sénateurs :
  - Philippe Dunoyer,
  - Nicolas Metzdorf,
  - Pierre Frogier,
  - Gérard Poadja ;
- 76 membres des assemblées de provinces ;
- 498 délégués des conseils municipaux.

## Sénateurs sortants
| Sénateur | Sénateur       | Parti | Fonctions lors de l'élection en 2017                                                |
| -------- | -------------- | ----- | ----------------------------------------------------------------------------------- |
|          | Gérard Poadja  | CE    | Conseiller de la Province Nord, conseiller au congrès, conseiller municipal de Koné |
|          | Pierre Frogier | R-LR  | Sénateur sortant                                                                    |

## Présentation des listes et des candidats

### Candidats déclarés
| T/S | Candidats | Candidats           | Parti  | Principales fonctions                                                                            |
| --- | --------- | ------------------- | ------ | ------------------------------------------------------------------------------------------------ |
| T   |           | Pierre Frogier      | R-LR   | Sénateur sortant                                                                                 |
| S   |           | Laura Vendégou      | R-LR   | Conseillère de la Province Sud, conseillère au Congrès, conseillère municipale de l'Île des Pins |
|     |           |                     |        |                                                                                                  |
| T   |           | Georges Naturel     | R-LR   | Maire de Dumbéa                                                                                  |
| S   |           | Henriette Hamu      | R-LR   | Conseillère municipale de Dumbéa                                                                 |
|     |           |                     |        |                                                                                                  |
| T   |           | Sonia Backès        | LRC    | Secrétaire d'État, présidente de l'Assemblée de la Province Sud, conseillère au Congrès          |
| S   |           | Gil Brial           | MPC    | Conseiller de la Province Sud, conseiller au Congrès, conseiller municipal de Dumbéa             |
|     |           |                     |        |                                                                                                  |
| T   |           | Gérard Poadja       | CE     | Sénateur sortant                                                                                 |
| S   |           | Laure Chatain       | CE     |                                                                                                  |
|     |           |                     |        |                                                                                                  |
| T   |           | Macate Wenehoua     | REG    |                                                                                                  |
| S   |           | Karen Giunti        | REG    |                                                                                                  |
|     |           |                     |        |                                                                                                  |
| T   |           | Robert Xowie        | UC     | Maire de Lifou                                                                                   |
| S   |           | Valentine Eurisouké | Palika | Conseillère de la Province Nord                                                                  |
|     |           |                     |        |                                                                                                  |
| T   |           | Manuel Millar       | DIV    |                                                                                                  |
| S   |           | Isabelle Jacob      | DIV    |                                                                                                  |

### Candidature invalidée
- Laureen Hellouin, candidate divers, voit son dossier de candidature être déclaré « irrecevable » par le tribunal administratif de Nouvelle-Calédonie, saisi par le Haut-commissariat, le 11 septembre 2023[8].

## Résultats
| Candidats                | Candidats                | Parti                    | Nuance                   | Premier tour | Premier tour | Second tour | Second tour |
| Candidats                | Candidats                | Parti                    | Nuance                   | Voix         | %            | Voix        | %           |
| ------------------------ | ------------------------ | ------------------------ | ------------------------ | ------------ | ------------ | ----------- | ----------- |
|                          | Georges Naturel          | R-LR                     | DVD                      | 351          | 62,57        |             |             |
|                          | Robert Xowie             | UC                       | REG                      | 259          | 46,17        | 307         | 55,32       |
|                          | Sonia Backès             | LRC                      | RE                       | 225          | 40,11        | 246         | 44,32       |
|                          | Pierre Frogier           | R-LR                     | LR                       | 180          | 32,09        | Retrait     | Retrait     |
|                          | Gérard Poadja            | CE                       | DVD                      | 48           | 8,56         | Retrait     | Retrait     |
|                          | Macate Wenehoua          | REG                      | REG                      | 6            | 1,07         | 2           | 0,36        |
|                          | Manuel Millar            | SE                       | DIV                      | 2            | 0,36         | Retrait     | Retrait     |
|                          |                          |                          |                          |              |              |             |             |
| Suffrages exprimés       | Suffrages exprimés       | Suffrages exprimés       | Suffrages exprimés       | 561          | 97,91        | 555         | 97,54       |
| Votes blancs             | Votes blancs             | Votes blancs             | Votes blancs             | 1            | 0,17         | 10          | 1,76        |
| Votes nuls               | Votes nuls               | Votes nuls               | Votes nuls               | 11           | 1,90         | 4           | 0,70        |
| Total                    | Total                    | Total                    | Total                    | 573          | 100          | 569         | 100         |
| Abstention               | Abstention               | Abstention               | Abstention               | 5            | 0,87         | 9           | 1,56        |
| Inscrits / participation | Inscrits / participation | Inscrits / participation | Inscrits / participation | 578          | 99,13        | 578         | 98,44       |

## Suites
Unique membre du gouvernement Élisabeth Borne candidate à ces élections sénatoriales, Sonia Backès est battue au second tour par l'indépendantiste Robert Xowie. Après un entretien avec Emmanuel Macron, elle démissionne du gouvernement le 27 septembre 2023,.